# Kia Pregio
Kia Pregio — це мікроавтобус, який вперше був представлений південнокорейською автомобільною компанією Kia Motors в 1997 році. Ця модель прийшла на зміну автомобілю Kia Besta. Основним конкурентом цієї моделі був Hyundai H100.

## Опис

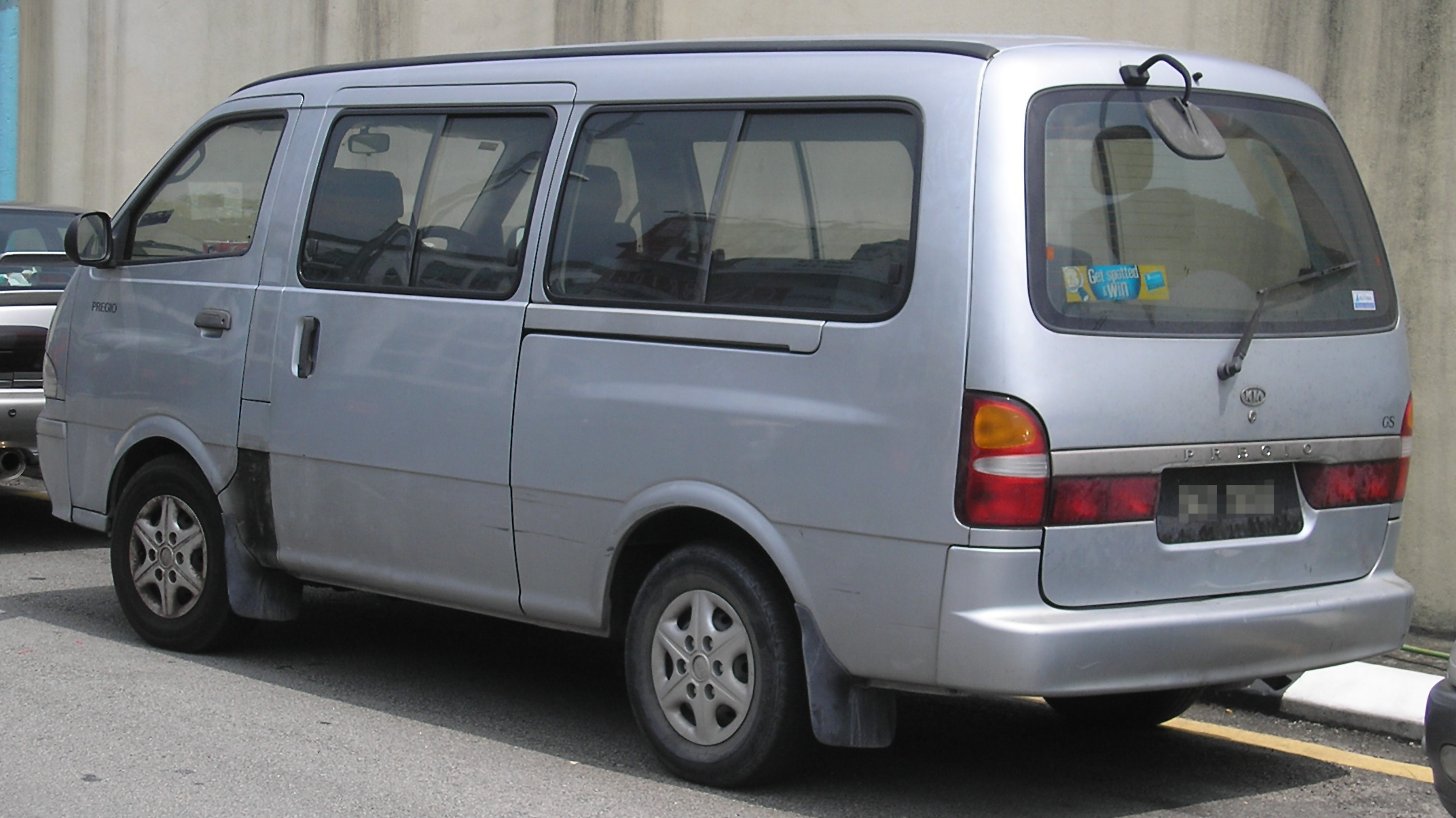
Kia Pregio (1997-2003)

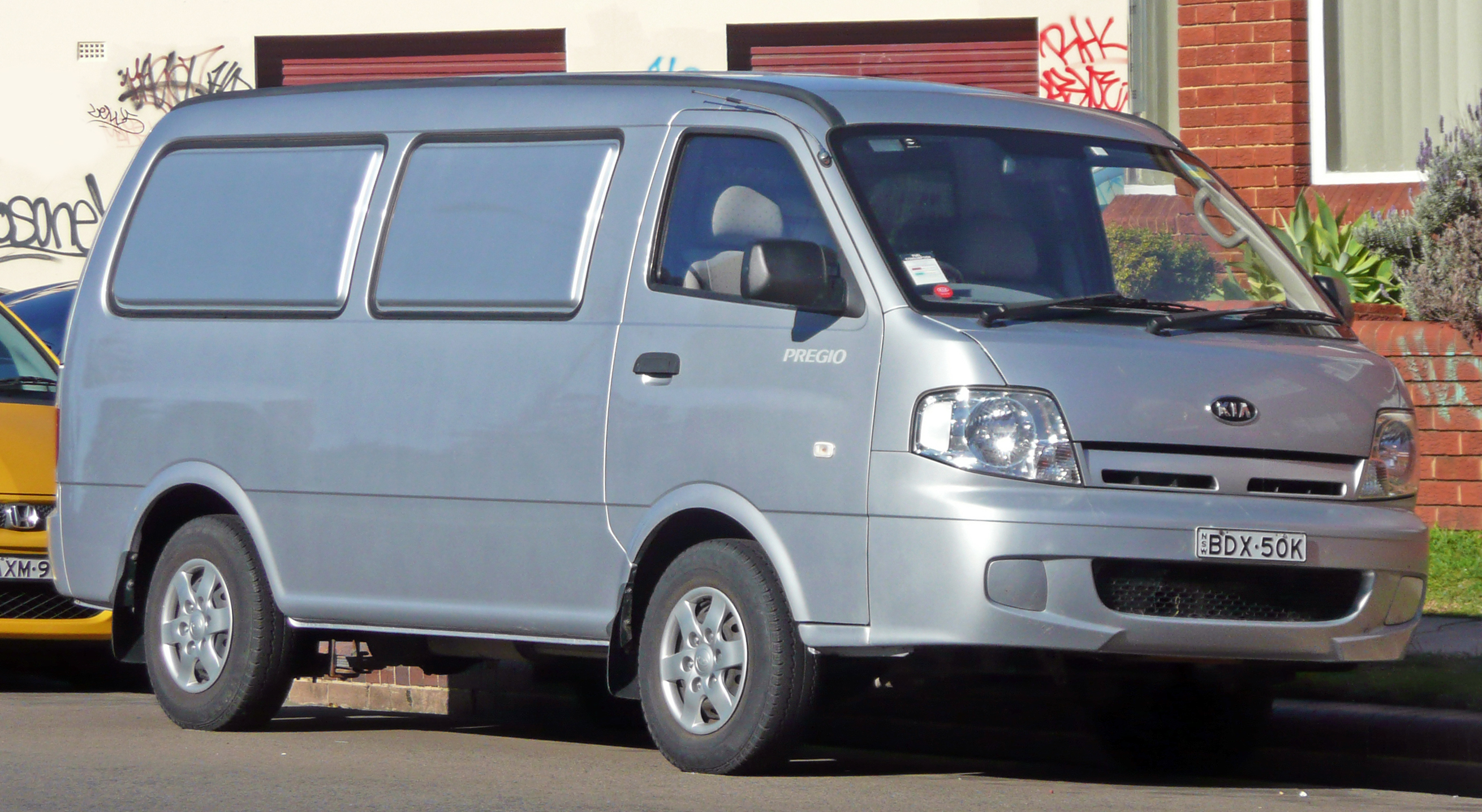
Kia Pregio (2003-2006)

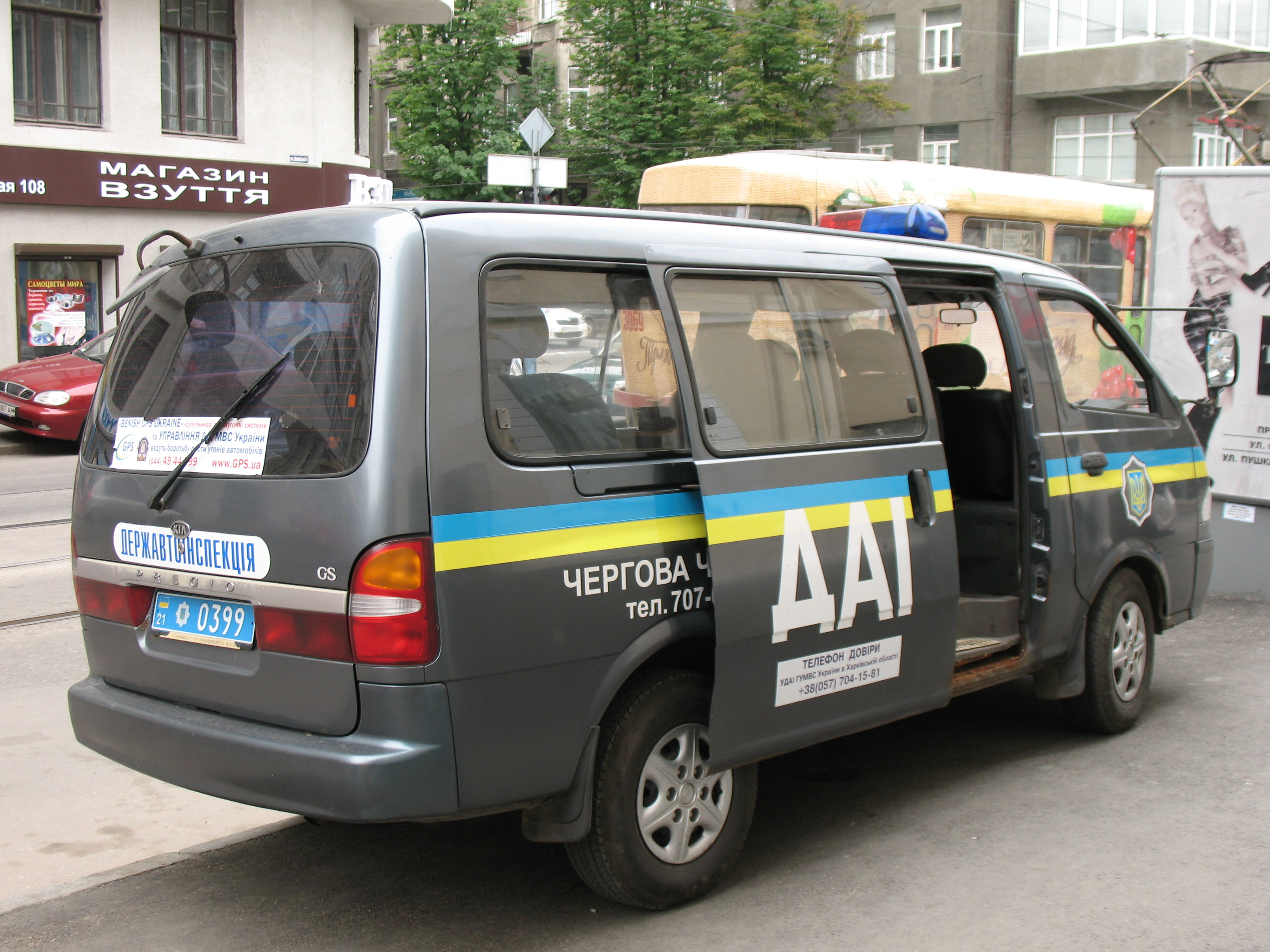
ДАІ

Колісна база автомобіля становила 2720 мм, довжина — 4570 мм, ширина — 1720 мм, а висота — 1645 мм. Pregio випускалися тільки в 4-дверному кузові. Варто зазначити, що пропонувалися як пасажирські, так і вантажопасажирські версії. Пасажирські версії в залежності від комплектації вміщували в себе 9, 10 і 12 осіб. А вантажопасажирські обладналися металевими віконними заглушками в задній частині кузова і пропонувалися з тримісним і шестимісним салонами.
Спочатку Kia Pregio оснащувався чотирициліндровим дизельним двигуном об'ємом 2,7 літра J2, потужність якого становила 83 к.с., обертальний момент — 172 Нм. Силовий агрегат працював в парі з 5-ступінчастою механічною коробкою передач. Максимальна швидкість мінівена становила 145 км/год.
У 2003 році вийшло нове покоління мікроавтобусів Kia Pregio. Дизайн кузова був перероблений, що зробило зовнішній вигляд Pregio більш стильним і динамічним. Весь салон тепер міг бути виконаний в шкірі зі вставками під дерево. У комплектацію автомобіля водять кондиціонер, обігрів сидінь, обігрів дзеркал, подушки безпеки, легкосплавні диски, клімат-контроль.
Змінився і список пропонованих двигунів. Тепер пропонувалося чотири варіанти дизельних силових агрегатів: об'ємом 2,5 літра 4D56 TD потужністю 94 к.с. при 3800 оборотах на хвилину і обертовим моментом 227 Нм при 2000 об/хв; об'ємом 2,7 літра J2 потужністю 80 к.с. при 4000 об/хв і обертовим моментом 304 Нм при 2400 об/хв; об'ємом 2,7 літра J2 потужністю 80 к.с. при 4000 об/хв і обертовим моментом 227 Нм при 2400 об/хв (можливість оснащення автоматичною трансмісією); об'ємом 3,0 літра JT потужністю 100 к.с. при 4000 об/хв і обертовим моментом 250 Нм при 2200 об/хв. Поряд з 5-ступінчастою механічною коробкою передач, стала пропонуватися і 4-ступінчаста автоматична трансмісія, яка встановлювалася для моделей з двигуном об'ємом 2,7 літра.
Для урізноманітнення лінійки, Kia запропонувала версію з довгою колісною базою під назвою Kia Pregio Grand. Вона посіла місце між своїми кузинами Kia Carnival та Kia Carens. Оригінальний мінівен пройшов три редизайни у 1998, 2000 та 2002 роках. У 2003 з’явилось повноцінне друге покоління.
Виробництво Kia Pregio припинилось у 2006 році. Йому на зміну прийшов Kia Carnival. 
В Індонезії Kia Bongo III в кузові мікроавтобус місцевого виробництва замінив Pregio, вона продається як Kia Travello.

## Двигуни
- 2.5 L 4D56 td I4 94 к.с.
- 2.7 L J2 diesel I4 80 к.с.
- 3.0 L JT diesel I4 100 к.с.